# Larry Foote
Larry Edward Foote (født 12. juni 1980) er en professionel amerikansk fodbold-spiller fra USA. Han spiller for Arizona Cardinals i NFL. Han kom ind i ligaen i 2002, og har også spillet for Green Bay Packers og Detroit Lions